# Rosalin Kuiper
Rosalin Kuiper (* 7. Juni 1995) ist eine niederländische Seglerin.

## Sportlicher Werdegang

### Jugend
Kuiper lernte im Alter von sechs Jahren das Segeln in einem Optimisten auf einem See in der Nähe ihrer Heimatstadt Zoetermeer bei Den Haag. Mit 18 Jahren beginnt sie auf einem Solo-Trip nach Australien wieder zu segeln und nimmt einen Job als Deckhand auf einem Segelschiff in den Whitsunday Islands an. Nach ihrer Rückkehr trat Kuiper einer Segelschule bei und wurde bald darauf für die Jugendsegelakademie des ehemaligen Volvo Ocean Race-Skippers Roy Heiner ausgewählt.

### Regatten
Darauf folgend nimmt sie an verschiedenen bekannten Segelrennen teil, wie dem Sydney to Hobart Yacht Race, dem Fastnet Race, dem Middle Sea Race und dem Caribbean 600. Des Weiteren hat sie mit einer Vielzahl von Segelchampions wie Chris Nicholson, Stu Bannatyne und Xabi Fernandez zusammengearbeitet.
Ihren Platz auf dem Rennteam „InfoTrack“ beim Sydney to Hobart Yacht Race erarbeitete sie sich durch einen anfänglichen Land-Job für die Crew auf dem Maxi „InfoTrack“.

### The Ocean Race
Während des Ocean Race Europe 2021 segelte sie an Bord der Volvo 65 AkzoNobel als Trimmerin. Sie übernahm ebenfalls die Medienarbeit für das Team.
Im Ocean Race 2023 tritt sie mit dem Team Malizia auf der IMOCA Malizia-Seaexplorer als Co-Skipperin neben Boris Hermann an. Mit 27 Jahren ist sie das jüngste Crewmitglied. Ihre Aufnahme in das Team basiert auf einer Weiterempfehlung von Rosalin von Will Harris an den Skipper Boris Hermann. In der ersten Etappe belegte das Team den dritten Platz mit einer Zeit von 5 Tagen, 16 Stunden, 35 Minuten und 21 Sekunden.
Kuiper gilt als erfahrene Hochseeseglerin mit Fachwissen in verschiedenen Bereichen, die über 55.000 Meilen gesegelt hat. Ebenfalls hat sie einen Abschluss in wissenschaftlicher Psychologie mit Spezialisierung auf Sportpsychologie und Gruppendynamik. Sie wohnt in Lorient, wo auch die Basis vieler IMOCAs ist.
Im Zuge des Ocean Races 2023 ist sie Ambassador für Musto geworden.

## Sportliche Erfolge
- 2023: 24-Stunden-Weltrekord für Einrumpfyachten mit 641,13 gesegelten nautischen Meilen, während des 5. Legs des The Ocean Race 2022/23 als Crewmitglied der Malizia-Seaexplorer, Ergebnis Leg 5: 3. Platz
- 2023: Mit dem Team Malizia im 3. Leg des The Ocean Race 2022/23 von Kapstadt nach Itajaí – 1. Platz
- 2023: Roaring Forties Trophy – Ocean Race (mit Team Malizia)
- 2022: Défi Azimut – Warm Up The Ocean Race – 3. Platz[1]
- 2021: The Ocean Race Europe – 3. Platz (VO65)[1]
- 2018: Sydney to Hobart – 4. Platz[1]
- 2018: IRC European Champion[1]

### Rolex Races
- 2 Mal Sydney to Hobart[1]
- 4 Mal Middle Sea Race[1]

### Weitere Regatten
- 3 Mal Caribbean 600[1]
- 1 Mal Rolex Fastnet Race[1]

## Privates
Kuiper und ihr Partner haben eine Tochter (* 2024).